# 瓦爾皮亞河
53°33′20″N 14°35′45″E / 53.55556°N 14.59583°E

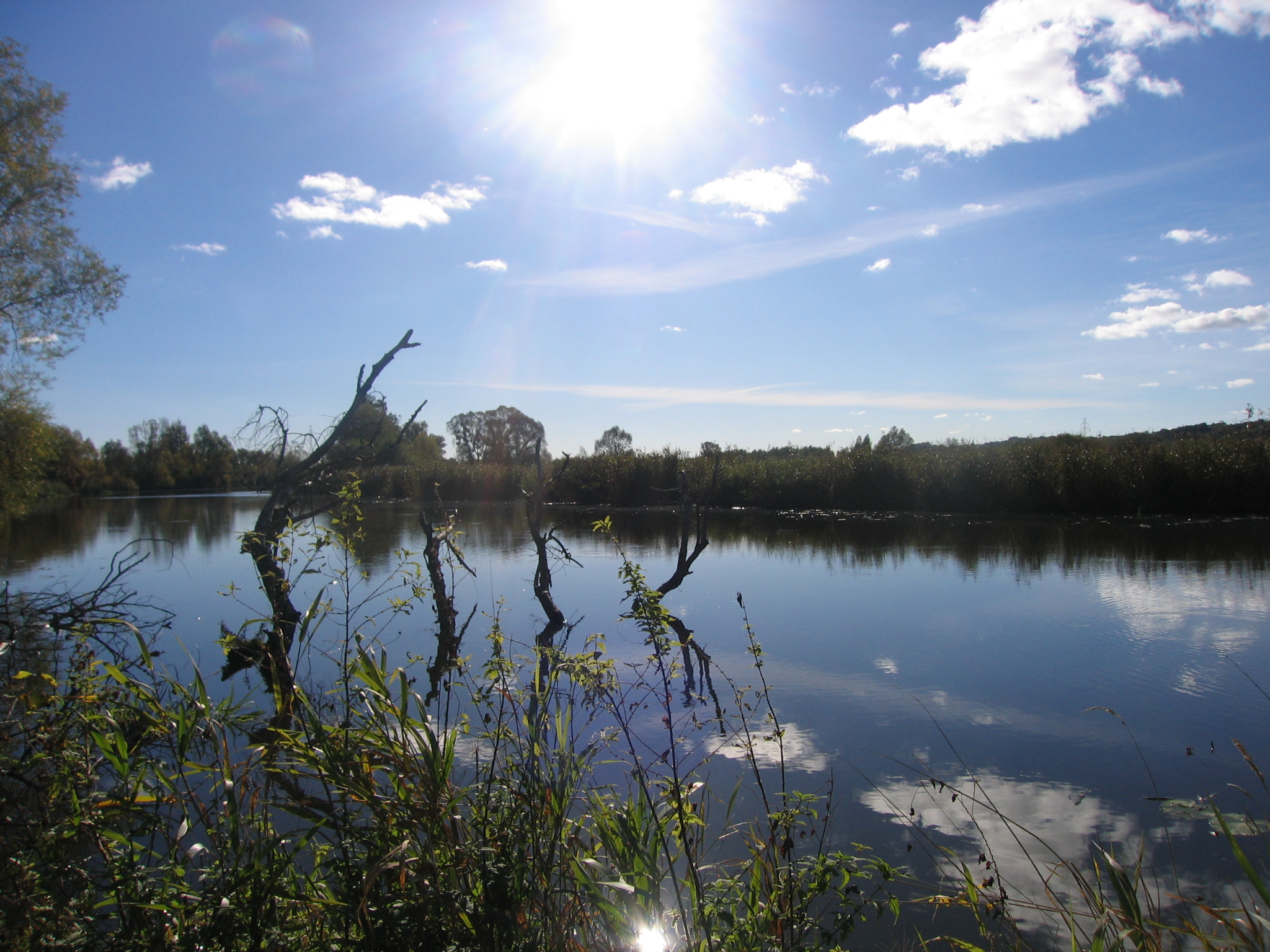

瓦爾皮亞河（波蘭語：Łarpia）是波蘭的河流，位於該國西北部、西波美拉尼亞省境內。該河流屬於奧得河的支流，河道全長5.8公里，河畔城鎮有波利采。